# Italia en los Juegos Paralímpicos de Arnhem 1980
Italia estuvo representada en los Juegos Paralímpicos de Arnhem 1980 por un total de 38 deportistas, 29 hombres y nueve mujeres.

## Medallistas
El equipo paralímpico italiano obtuvo las siguientes medallas:
| Nombre                                                        | Deporte                    | Evento                             |
| ------------------------------------------------------------- | -------------------------- | ---------------------------------- |
| Oro                                                           |                            |                                    |
| Gabriella Boreggio                                            | Atletismo                  | Eslalon 1C femenino                |
| Giovanni Ciuffreda                                            | Atletismo                  | Eslalon 1B masculino               |
| Osanna Brugnoli                                               | Esgrima en silla de ruedas | Florete individual novel femenino  |
| Giulio Martelli                                               | Esgrima en silla de ruedas | Florete individual novel masculino |
| Paolo D'Agostini                                              | Esgrima en silla de ruedas | Florete individual 1A mixto        |
| Rosa Sicari                                                   | Esgrima en silla de ruedas | Florete individual 1B mixto        |
| Plata                                                         |                            |                                    |
| Lina Franzese                                                 | Atletismo                  | 100 m F1 femenino                  |
| Lina Franzese                                                 | Atletismo                  | 1500 m F1 femenino                 |
| Gabriella Boreggio                                            | Atletismo                  | 60 m 1C femenino                   |
| Bruno Paganelli                                               | Esgrima en silla de ruedas | Florete individual 1B mixto        |
| Aldo Licciardi                                                | Esgrima en silla de ruedas | Florete individual 1C mixto        |
| Bronce                                                        |                            |                                    |
| Anna Rita Serrone                                             | Atletismo                  | 60 m 3 femenino                    |
| Rosa Sicari                                                   | Atletismo                  | Eslalon 1B femenino                |
| Gabriella Boreggio                                            | Atletismo                  | Disco 1C femenino                  |
| Mario Panico                                                  | Atletismo                  | 800 m CP C masculino               |
| Giuseppe Trieste                                              | Atletismo                  | Pentatlón 2 masculino              |
| Massimo Penna                                                 | Esgrima en silla de ruedas | Espada individual 1C-3 masculino   |
| Vittorio Loi Renzo Molinari Germano Pecchenino Oliver Venturi | Esgrima en silla de ruedas | Sable por equipos masculino        |
| Gabriella Boreggio Irene Monaco Rosa Sicari                   | Esgrima en silla de ruedas | Florete por equipos femenino       |
| Rosa Sicari                                                   | Tenis de mesa              | Individual 1B femenino             |